# Agalmaceros
Agalmaceros — вимерлий рід оленів родини Cervidae, що мешкав у Південній Америці в плейстоцені. Єдиним відомим наразі видом є A. blicki. Останки були знайдені лише в Еквадорі. Він продемонстрував явну спорідненість з андськими або помірними середовищами проживання. Вага Agalmaceros blicki оцінюється в 60 кілограмів.